# Iwanowskaja (rejon kortkieroski)
Iwanowskaja (ros. Ивановская) – wieś (dieriewnia) w Rosji, w Republice Komi, w rejonie kortkieroskim. W 2021 liczyła 59 mieszkańców.